# كلب الراعي (نجم)
كلب الراعي أو بيتا الحواء Beta Ophiuchi اسمه التقليدي Cebalrai مشتق من الاسم العربي. وهو نجم عملاق في كوكبة الحواء. ينتمي إلى الفئة الطيفية K.
يعتبر نجم عملاق مع تصنيف نجمي من K2 III. على الرغم من أن كتلته 13٪ فقط أكبر من كتلة الشمس لأنه وصل إلى مرحلة في تطوره حيث يتوسع نحو 12 ضعف نصف قطر الشمس، ويشع 63 مرة من لمعان الشمس. غلافه الخارجي باردا نسبيا درجة حرارته الفعالة من 4467 كلفن يعطيه لونا برتقالي نموذجي لنجوم K-نوع .

## نظام كوكبي
تلمح الاختلافات في السرعة الإشعاعية بفترة 142 يوم إلى احتمال وجود كواكب تدور حول نجم كلب الراعي. وحتى الآن لم يتم تأكيد وجود أي كوكب.